# Tarnóczy Tivadar
Alsó-lelóczi és szentmartoni Tarnóczy Tivadar (Kisvárda, 1836. május 16. – Kassa, 1894. március 21.) református gimnáziumi tanár.

## Élete
Tarnóczy István és Bornemissza Eulália birtokos szülők fia. Szülei egy ősiségi perben elvesztvén birtokukat, Tarnóczy szegénységre jutott és csak a rokonok pártfogása mellett részesülhetett kellő nevelésben; ezek 1846-ban a munkácsi gimnáziumba vitték tanulni. A három osztály elvégzése után a honvédtüzérekhez akart beállani, de nem vették be; az 1850-51. évet Holubinán (hol atyja hivatalnok volt) töltötte mint magántanuló. 1851-ben az ungvári gimnáziumba vitték tanulni, honnét a VIII. osztály bevégzése után, a segítő rokona is elhalván, Szatmárra ment tanulni a katolikus gimnáziumba. 1855. augusztus 3-án vették fel a szemináriumból papnak; 1857-ben be is végezte középiskolai tanulmányait. Teológiai tanulmányainak elvégzése után 1860. március 19-én szentelték fel misés papnak. Segédlelkész volt Beregszászon, majd Fehérgyarmaton; 1861. december 4-én Ungvárra gimnáziumi tanárnak nevezték ki. 1865 márciusának végén a papi pályát elhagyva a református hitre tért. 1865. július 10-én a sárospataki főiskola gimnáziumához póttanárnak neveztetett ki; itt a magyar nyelvet, irodalmat és történelmet tanította. Hosszas betegeskedése után 1894. március 21-én meghalt Kassán.
Költeményeket írt az 1850-es években a Napkeletbe és Délibábba, újabban a Felvidék, Ung, Zemplén, Bereg és Munkács c. hírlapokba. Cikkei: A magyar irodalomtörténeti oktatásról (a sárospataki ref. főiskola Értesítőjében 1876); Két év az én életem regényéből, vagyis az 1848-49. élményeim (a Zemplén, Ung és Bereg c. lapokban 1878-79); az Ellenzékben (1889. 157. sz. Gyermekkorom legszebb epizódja, egy darabka 1849-ből).

## Művei
- Árnyvirágok. Ungvár, 1863. (Költemények Kázmér név alatt).
- A magyar irodalom és szellemi fejlődésünk története. Sárospatak, 1869., 1871. Két kötet.
- A világtörténet dióhéjban. Sárospatak, 1872. (2. kiadás. Budapest, 1873., 3. kiadás. Uo. 1895).
- A magyar irodalomtörténet dióhéjban. Népszerű kiadás. Szeged, 1876.
- Magyarország állami, társadalmi, vallási és szellemi intézményei s művelődési viszonyainak története kivonatban. Függelék a magyar oknyomozó történet tanulásához. Középiskolai tanulók számára kézirat gyanánt. Sátoraljaújhely, 1886.
- Magyarország ezeréves politikai és művelődési története dióhéjban. A nagyközönség és az «érettségire» készülő ifjuság számára emlékeztető ismétlésül. Budapest, 1892.

Kéziratban maradt: A középkor története középiskolák részére.
Álnevei és jegyei: Kázmér, Alsó-Lelóczi, Kóró, T. és T. T.